# Столбищи (Тверская область)
Столби́щи — деревня в Весьегонском муниципальном округе (до 31 мая 2019 года — в Весьегонском районе) Тверской области. Входила в состав Пронинского сельского поселения.

## География
Деревня расположена в 7 км к юго-востоку от административного центра сельского поселения — деревни Пронино, на правом берегу реки Суховетки (верхнее течение реки Чёрная).    

## История
Деревня возрождена карелами-переселенцами в 1630—1650-е годы на месте одноимённой пустоши. 

## Название
Название деревни от столб — «межевой столб», «верстовой столб», «участок земли, клин, отмежёванный загон», «дорога меж загонов», «столбовая дорога». Суффикс -ищ- в нарицательных существительных, бывших в употреблении в древнерусское время, показывал, что объект не функционирует в прежнем назначении, запустел, оставлен и т.д. Форма множественного числа выполняет грамматическую функцию.

## Население
| 1859 | 1889 | 2010 |
| ---- | ---- | ---- |
| 163  | ↗169 | ↘109 |

По состоянию на 1859 год в деревне Столбищи («при реке Чёрной») 1 стана Весьегонского уезда в 33 дворах проживали 163 человека (78 мужчин, 85 женщин), удельных крестьян.

По данным Всероссийской переписи населения 2002 года в деревне Столбищи Чернецкого сельского округа Весьегонского района проживали 125 человек, преобладающая национальность — русские (83 %).